# Markit Group
Markit Group Limited. és una companyia global de serveis financers amb més de 2.000 empleats. La companyia proporciona serveis de dades, valoració financera i de compensació sobre tot tipus d'instruments financers per tal de millorar la transparència, reduir riscos i millorar el funcionament d'eficiència. La seva base de clients inclou importants participants institucionals en el mercat financer. Markit té la seu a Londres i oficines a Nova York, Dallas, Boulder, Toronto, Amsterdam, Frankfurt am Main, Luxemburg, Tòquio, Singapur, Delhi i Sydney.

## Primers anys
Markit fou fundada el 2001 per subministrar dades diàries de preus de credit default swap (CDS). El 2003 adquirí LoanX, Inc., empresa líder en el subminstrament de dades als Estats Units. El 2004 comprà Totem Valuations, subministrador de valoracions de consens. El 2006 llançà el primer índex d'asset-backed securities (ABX.HE). El 2006 comprà Communicator Inc., una empresa tecnològica d'informació financera. El 2006 Markit comprà Chasen Enterprises subministrador de models de productes financers estructurats. El setembre del 2006 comprà l'holandesa MarketXS, una empresa de distribució de dades financeres i de subministrament de plataformes de negociació.

## Durant la crisi financera global
Les dades sobre instruments financers de tipus derivat sobre crèdit subministrades per Markit començaren a ser observades arran de la Crisi hipotecària de 2007. El novembre del 2007 comprà International Index Company i CDS Index Company (CDSIndexCo), companyies propietàries de l'iTraxx i el credit default swap index (CDX). El desembre del 2007 anuncià la compra de SwapsWire, an electronic trade confirmation network, which was completed in May 2008. El gener del 2008 Markit comprà la plataforma Boat, que havia estat establerta anteriorment per ABN Amro, Citigroup, Credit Suisse, Deutsche Bank, Goldman Sachs, HSBC, Merrill Lynch, Morgan Stanley i UBS per a la recopilació i venda de dades de negociació financera d'acord amb les directrius europees de la MiFID.
L'abril del 2008 comprà NTC Economics, un subministrador globals d'indicadors macroeconòmics i que elabora el reputat índex Purchasing Managers Index (PMI). El juliol del 2008 Markit comprà JPMorgan Chase's FCS Corporation, un subministrador de crèdits sindicats de carteres de mercat i software financer que inclou la família de productes Wall Street Office. El setembre del 2009 Markit i Depository Trust & Clearing Corporation (DTCC) llançaren el MarkitSERV, un joint venture per subministrar dades de negociació en els mercats Over-the-counter (OTC) d'instruments financers de tipus derivat.

## Durant la crisi del deute sobirà europeu
El juny del 2010 Markit comprà la companyia de Colorado Boulder basada en Wall Street on Demand (WSOD) que subministra serveis de visualització de dades financeres. El gener del 2011 Markit comprà la companyia QuIC Financial Technologies, Inc (QuIC), que subministra a les institucions financers solucions d'anàlisi de risc per testejar la tolerància al credit risk en carteres i simular riscos a nivell corporatiu.
El 29 d'abril del 2011 la Comissió Europea inicià dues investigacions paral·leles sobre 16 bancs d'inversió -JP Morgan, Bank of America Merrill Lynch, Barclays, BNP Paribas, Citigroup, Commerzbank, Crédit Suisse First Boston, Deutsche Bank, Goldman Sachs, HSBC, Morgan Stanley, Royal Bank of Scotland, UBS, Wells Fargo Bank/Wachovia, Crédit Agricole y Société Générale- per possible abús de posició dominant col·lectiva i acords il·legals en credit default swaps (CDS). El primer procediment al principal proveïdor de dades financers d'aquest mercat, Markit, i el segon a la major cambra de compensació, ICE Clear Europe. Diversos mandataris europeus havien denunciat de manera recurrent l'ús del CDS en els atacs especulatius contra el deute sobirà dels estats perifèrics de la zona euro. La Comissió investigarà si els 16 bancs d'inversió haurien arribat a un acord il·legal amb Markit per controlar la informació financera en els mercat de CDS; segons la Comissió, els bancs d'inversió comuniquen les seves tarifes, índexs i altres dades essencials únicament a Markit, fet que podria traduir-se en un abús de posició dominant per impedir que d'altres proveïdors de serveis d'informació tinguessin accés a les dades.

## Productes i serveis
- Markit Portfolio Valuations
- Markit BOAT
- Markit Bonds
- Markit CDS Pricing
- Markit Connex
- Markit Desktop
- Markit Distribution Platform
- Markit Dividend Forecasting
- Markit Document Exchange
- Markit Enhanced Feed
- Markit Environmental Registry
- Markit Hub
- Markit iBoxx Indices
- Markit Index Management
- Markit Loans
- Markit MSA
- Markit PBWire
- Markit PortRec
- Markit Quotes
- Markit Solutions
- Markit Tie-Outs
- Markit TOTEM
- Markit Trade Manager
- Markit Trade Processing
- Markit Wire
- Markit Structured Finance
- Markit WSO
- Markit Valuations Manager